# Anton Docher

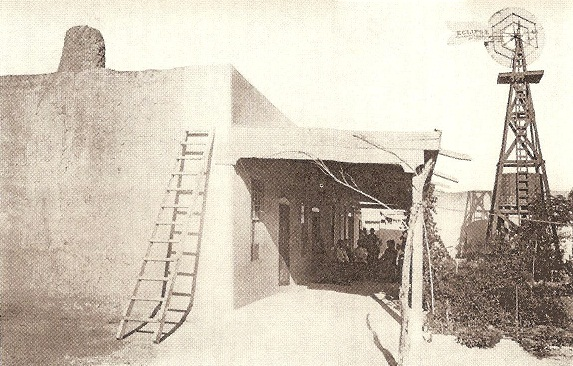
Maison d'Antonin Docher à Isleta

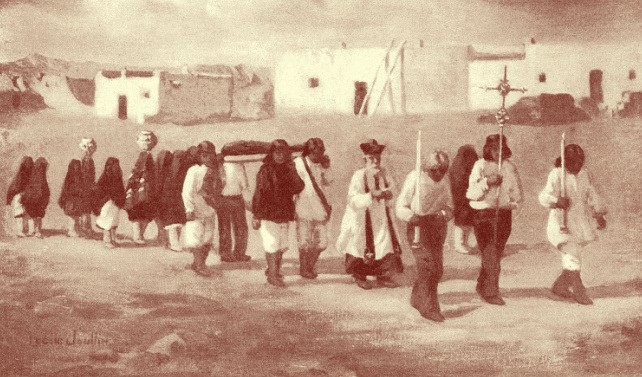
Tableau représentant une procession de funérailles à Isleta où figure le Père Anton Docher par Lucille Joullin

Anton Docher, né Antonin Jean Baptiste Docher (1852 au Crest en France - 18 décembre 1928 à Albuquerque aux États-Unis), est un prêtre franciscain français auvergnat, missionnaire et défenseur des Indiens. Dans la littérature le concernant, il est parfois prénommé Antoine, Antonio, Antonine, Anthony, voire Antonino.
Il vécut dans le village d’Isleta Pueblo au Nouveau-Mexique pendant trente-quatre ans.

## Biographie
Il est le dernier-né des six enfants d'Antoine Docher et de son épouse, née Élisabeth Garce. 
Durant son adolescence, il travaille dans les vignes avec ses trois frères et sa mère veuve. À 18 ans, il commence des études au petit séminaire de Saint-Sauveur dans le Puy-de-Dôme. Il y reste huit années.
Lors de sa première année de philosophie au grand séminaire de Clermont-Ferrand, il est appelé au service militaire à 27 ans. Après ses classes à Grenoble, il est envoyé en Tunisie, puis en Cochinchine  où il combattit dans les troupes coloniales en tant que sergent durant cinq ans, il fut blessé et décoré pour acte de bravoure, mais il découvrit surtout les méfaits du système colonial qu’il compara plus tard au sort réservé aux Indiens d’Amérique. Revenu des colonies malade des poumons, il entra au petit séminaire comme professeur durant deux ans.
À 34 ans, le 21 octobre 1887, il arrive au Nouveau-Mexique où il fut ordonné prêtre par J.B. Salpointe à la Cathédrale de Santa Fé au bout de 2 années d'études supplémentaires. Après avoir servi deux ans à Bernalillo puis à Taos, il arrive au Pueblo d’Isleta le 28 décembre 1891. Le village indien d’Isleta est situé sur la rive gauche du Rio Grande, au sud d’Albuquerque. Il est peuplé d’Indiens Tiwas Pueblos.
Il acquit en 1893 une très ancienne cloche massive qu'il mit dans un beffroi central dans la chapelle de Los Lentes.
Le « Padre of Isleta » passe 34 ans au service des Indiens dans la Mission historique de St. Augustin, l'une des plus anciennes des États-Unis, construite en 1612. Il fut un très proche ami de Adolph Francis Alphonse Bandelier, et de Charles Fletcher Lummis,,. À l’image de son ami Adolph Bandelier, il collecta de nombreux objets indiens durant cette période (Kachinas, poteries, armes…). Apprécié des Indiens pour sa grande ouverture d'esprit vis-à-vis de leurs coutumes et croyances ancestrales (comment aurait-il pu en être autrement avec des amis tels que Lummis et Bandelier),,il était appelé "Tashide", ce qui signifie "Petit Docteur" en langage Tiwa. Il était également connu pour posséder un perroquet nommé Tina, au langage peu châtié et qui servit de modèle à divers auteurs,,, ainsi qu'un magnifique jardin ombragé… Il s'occupa d'un jeune orphelin -Tomas Chavez (à droite sur la photo)- élevé par sa grand-mère jusqu'à la mort de cette dernière, qu'il éduqua comme un fils. Pour son mariage, il lui offrit une maison à Los Lunas et 2 hectares de terre où ce dernier cultiva la vigne jusqu'à sa mort (la boucle était bouclée, le vigneron auvergnat avait transmis le virus de la vinification aux Indiens Tiwas). Malheureusement, Tomas mourut 3 ans avant le Padre lui-même, laissant une femme et neuf enfants… Antonin paya alors pour que deux des filles de Tomas puissent suivre un enseignement à l'orphelinat des "Sœurs de Loretto".
Pendant son long séjour à Isleta, il rencontre de nombreuses célébrités de cette époque comme le roi Albert Ier et la reine Elisabeth de Belgique, la romancière Willa Cather ou l'écrivain-photographe George Wharton James entre autres.
En septembre 1912, il présida la messe de funérailles de Solomon Luna, riche homme d'affaires et politicien du Nouveau-Mexique, mort mystérieusement le 30 août 1912 dans son ranch. L'office eut lieu en l'église de l'Immaculée Conception d'Albuquerque car la chapelle de Los Lunas eût été trop petite pour accueillir la foule venue rendre hommage au riche tycoon.
Le 20 octobre 1919, il est décoré de l'Ordre de Léopold par Albert Ier de Belgique, en visite au village d’Isleta avec sa femme Élisabeth et le prince Leopold. Au cours de cette visite, il offre au souverain belge une croix d'argent et de turquoise ainsi qu'une épée d'argent, toutes deux faites par les indiens Tiwas. 10 000 personnes "envahirent" le petit village pour l'occasion.
En 1923, Anton Docher fait ériger de hauts clochers en bois sur les murs en adobe de l'église San Agustin (ancienne mission San Antonio de la Isleta) et installe un toit en pente afin d'éviter les infiltrations qui endommagent l'autel. Cette architecture "gothique" fait la fierté des Isletans de l'époque. De nos jours, l'ancienne mission a été restaurée dans un style hispanique plus traditionnel.
Malade, il passe 3 années à l’Hôpital Saint Joseph d’Albuquerque et y meurt à l’âge de 76 ans. Le 18 décembre 1928, il est enterré au côté du Padre Padilla dans l'église d'Isleta.

## Littérature
Sa vie d'aventures est racontée dans un roman de Samuel Gance, Anton ou la trajectoire d'un père, sorti en janvier 2013. Le livre dépeint son enfance en Auvergne, sa période militaire en Tunisie et en Indochine, son départ pour le Nouveau-Mexique, ses rencontres avec Charles Lummis, Adolph Bandelier, Pablo Abeita, Willa Cather, le roi des Belges. Le récit s'attarde surtout sur sa relation paternelle avec Tomas Chavez, un jeune Indien orphelin.
Une partie de sa vie fit l’objet d’une biographie : « The Padre of Isleta » de Julia Keleher et Elsie Ruth Chant publié en 1940 et réédité en 2009 aux Éditions Sunstone Press.
Il est également identifié comme ayant servi de modèle au personnage du Padre Jesus de Baca dans le roman de Willa Cather "Death comes for the Archbishop",. Willa Cather a rencontré le Père Antonin Docher lors d'une courte visite à Isleta, alors qu'il était déjà atteint de la cataracte et sur la fin de sa vie. Elle a observé qu'il vivait très pauvrement et qu'il était très aimé de « ses » Indiens. Elle a noté qu'il émanait de sa personne une "bonté d'or" et une grande humanité. Mais Willa Cather s'est très librement inspirée du Padre Docher : Dans le roman, le Padre de Baca est décrit "simple comme un enfant et superstitieux", alors que le Padre Docher fut très souvent décrit comme drôle, intelligent et cultivé,.
En 2018 l'auteur Philippe Morvan dit s'être librement inspiré de sa vie d'aventure pour écrire son roman Ours publié chez Calmann-Levy.
Il écrivit lui-même un intéressant article d'ethnologie publié dans The Santa Fé Magazine en juin 1913, dans lequel il décrit la vie du début du XXe siècle dans les Pueblos et notamment l'Administration spécifique reconnue par le Gouvernement Fédéral, avec un Cacique nommé à vie, un Gouverneur qui fait office de Juge dans les affaires civiles et qui est élu annuellement par le peuple ainsi que deux assistants et un Capitaine de Guerre qui, avec d'autres officiels, a la charge des célébrations et des danses.
Enfin, il est identifié par l'auteur Mary Ellen Snodgrass comme l'un des 231 pionniers les plus notables de la conquête de l'Ouest américain.

## Histoire et légendes
L'histoire du Padre Docher est également liée aux légendes d'Isleta, et notamment la légende du Padre Padilla (Juan de Padilla) dont le corps était réputé se relever de sa tombe et errer dans le village certains soirs…
Le 25 avril 1895, Antonin Docher décida d'investiguer ce phénomène de « Fantôme » en présence d'autres témoins et ouvrit la tombe du Padre Padilla,. Au cours de cette enquête, Anton Docher se blessa au bras et la gangrène s'installa à tel point que les médecins préconisèrent l'amputation et que les habitants évoquèrent la malédiction du Père Padilla… Antonin Docher pria alors la dépouille du Padre Padilla de le guérir, et la blessure disparut comme par miracle,,,,,,…

## Distinctions
- Médaille coloniale